# Pound (hrabstwo Marinette)
Pound – wieś w Stanach Zjednoczonych, w stanie Wisconsin, w hrabstwie Marinette.